# Rhopalione incerta
Rhopalione incerta là một loài chân đều trong họ Bopyridae. Loài này được Bonnier miêu tả khoa học năm 1900.